# حادث إطلاق النار في هاناو 2020
حصل حادثُ إطلاق نارٍ جماعي في التاسع عشر من شُباط/فبراير من عام 2020 حينما أطلق مهاجمٌ النار على رواد حانتين للشيشة في مدينة هاناو بهسن في ألمانيا. قُتل خلال الهجوم 11 شخصًا؛ بمن فيهم الجاني فيما أُصيب خمسةٌ آخرون بجروحٍ متفاوتة الخطورة. مباشرة بعد الهجوم؛ طاردت الشرطة الألمانيّة منفذ العمليّة وحددت هويّته على أنه رجلٌ يُدعى توبياس راثين (بالألمانية: Tobias Rathjen)؛ قبل أن تجدهُ في نهاية المطاف ميتًا في شقته إلى جانب والدته التي قُتلت أيضًا. الجدير بالذكر أنَّ السلطات الألمانيّة تعاملت مع حادثِ إطلاق النار هذا في هاناو على أنه إرهابٌ يميني ورهاب الأجانب.

## الهجوم
وقعَ إطلاق النارِ في حوالي الساعة العاشرة من مساءِ التاسع عشر من شباط/فبراير من عام 2020 في حانتي شيشة؛ حيثُ هاجم منفذ العمليّة الحانة الأولى التي تقعُ في ميدان هاناو المركزي ثم هاجمَ الثانية بعدها بوقتٍ قصيرٍ وهي التي تقعُ في حيّ كيسيلستادت الغربي. مباشرة بعد انتشارِ خبر الهجوم؛ نشرت بعض وسائل الإعلام المحليّة مقالاتٍ وتحليلاتٍ عن موقع الهجوم قائلةً إن المقهيين معروفينِ بارتيادِ الأتراك لهما. قُتل ثلاثة أشخاصٍ على الأقل في إطلاق النار الأول؛ ثم قُتل خمسة أشخاصٍ آخرين – على الأقل – في الهجوم الثاني. في غضون ذلك؛ فتحت الشرطة الألمانيّة تحقيقًا مُوسَّعًا في الموضوع؛ حيثُ قالت في البدايةِ إنَّ المشتبه بهِ كان في حالة سراح؛ وبحلولِ الساعة 5:15 من صباح اليوم التالي عُثر على المهاجِم – واسمهُ توبياس راتجين – وأمه ميتينِ في شقتهما. ذكرت الشرطة الألمانية أن المسلح قد أطلقَ النار على نفسه بعد عودته إلى المنزل ولم تُغلق التحقيق بعد. حتى العشرين من شباط/فبراير؛ بلغ عددُ القتلى خلال الهجوم المسلّح أحد عشر وذلك بعدما تُوفيّ شخصٌ آخر كان قد أُصيب بجروحٍ خطيرةٍ في حادث إطلاق النار على الحانة الثانية.

## المهاجِم
تمكّنت الشرطة الألمانيّة من تحديدِ هويّة المُهاجِم حيثُ قالت إنه رجلٌ ألماني يُدعى توبياس راتجين ويبلغُ من العمرِ 43 عامًا واصفةً إيّاه باليميني المتطرّف وذلك بعدما كان قد نشر في وقتٍ سابقٍ عددًا من البيانات ومقاطع فيديو يُعبِّر فيها عن معتقداته السياسية ونظرياته المحيطة بالرئيس الأمريكي دونالد ترامب فضلًا عن أفكارهِ وآرائه في علم تحسين النسل وما إلى ذلك من المواضيع. في فيديوهاته تلك؛ أعربَ توبياس عن كَراهيته للأجانب ودعا للقتلِ الجماعي للأشخاص القادمين من الشرق الأوسط وآسيا الوسطى وشمال أفريقيا.

## التحقيق
تعاملَ المدعون العامون الفيدراليون في ألمانيا معَ الهجوم باعتبارهِ هجومًا إرهابيًا؛ حيث قالَ المسؤولون إن هناك أدلة على أن المسلح متطرفٌ يميني فضلاً عن دلائل أخرى تؤكّد كره منفذ العملية الإرهابية للأجانب ودعوتهِ لقتلهم. صرَّح بيتر بوث وزير الداخلية في ولاية هسن في العشرين من شُباط/فبراير أن كل الدلائل التي عثر عليها المحققون تُشير إلى وجود دافعٍ سياسي يميني لعمليّة إطلاق النار هذه، ومع ذلك قال ممثلو الإدعاء إن راتجين لم يكن معروفًا من المتطرِّفِين لدى السلطات المحليّة. في المُقابل؛ ذكر بعض مسؤولي الأمن الذين لم يكشفوا عن هويّتهم على أن التحقيق الذي فُتح بعد الهجوم قد أدى إلى العثورِ على خطابٍ مكتوبٍ ومقطع فيديو يجري تحليلهما من قِبل الجهات المختصّة لمعرفة حيثيات الجريمة بالكامل.

## ردود الفعل
نتيجةً للعمليّة الإرهابية؛ ألغت المستشارة أنجيلا ميركل رحلةً مُخططةً إلى هاله؛ وأعربت عن تعازيها لأسرِ الضحايا، بينما نشرَ رئيس المجلس الأوروبي شارل ميشيل تغريدةً على حسابهِ الرسمي في موقع تويتر وذلك قبل ساعاتٍ قليلةٍ من موعدِ مقابلته بميركل وزعماء أوروبيين آخرين في بروكسل: «الخسارةُ التي لا معنى لها في الأرواح البشرية هي مأساة - بغضِّ النظر عن مكان حدوثها»، كما قدَّم رئيس البرلمان الأوروبي ديفيد ساسولي تعازيه في تغريدةٍ على تويتر قال فيها: «نقفُ متحدين ضد أي شكل من أشكال الكراهية والعنف.»
طالب عدد من البرلمانيين الألمان بوضع الحزب اليميني البديل من أجل ألمانيا تحت مراقبة مكتب حماية الدستور.